# NK Slaven Živinice
NK Slaven ja bosanskohercegovački nogometni klub iz Živinica.

## Povijest
Osnovan je 1936. godine. U sezonama 2008./09. i 2016./17. su osvajali Drugu ligu FBiH – Sjever čime su ostvarivali plasman u Prvu ligu FBiH.

## Pregled plasmana po sezonama
| Sezona    | Rang | Liga                      | Plasman | Izvori |
| --------- | ---- | ------------------------- | ------- | ------ |
| 2016./17. | III. | Druga liga FBiH – Sjever  | 1. ↑    | [ 1 ]  |
| 2017./18. | II.  | Prva liga FBiH            | 12.     | [ 2 ]  |
| 2018./19. | II.  | Prva liga FBiH            | 12.     | [ 3 ]  |
| 2019./20. | II.  | Prva liga FBiH            | 15.     | [ 4 ]  |
| 2020./21. | II.  | Prva liga FBiH            | 16. ↓   | [ 5 ]  |
| 2021./22. | III. | Druga liga FBiH – Sjever  | 16. ↓   | [ 6 ]  |
| 2022./23. | IV.  | 1. županijska liga TŽ     | 16. ↓   | [ 7 ]  |
| 2023./24. | V.   | 2. županijska liga TŽ Jug | –       |        |

## Poznati igrači
- Elvir Rahimić
- Mirsad Bešlija